# Walter Fritsch
Walter Fritsch, född 11 december 1911, död 18 juli 2005, var en friidrottare från Chile. Han deltog vid olympiska sommarspelen 1936.